# To dla was
To dla Was – czwarty album grupy Classic wydany w kwietniu 1999 roku nakładem firmy fonograficznej Green Star.
Album sprzedał się w ponad 100 000 egzemplarzy, osiągając status platynowej płyty. Największym powodzeniem słuchaczy pośród piosenek z tej płyty cieszył się cover zespołu Czerwone Gitary pt. Jeszcze dzień do którego nakręcono teledysk, na długo przed wydaniem krążka (październik 1998). Wideoklipy powstały również do utworów: "Masz w sobie coś", "Obejmij mnie", "Nie chcę więcej", "To dla Was", "Właśnie dzisiaj", "Najpiękniejsze chwile" i "Niespełnione marzenia".

## Ówczesny skład zespołu
- Mariusz Winnicki – śpiew, gitara
- Robert Klatt – syntezatory, śpiew
- Wiesław Uczciwek – syntezatory, gitara
- Krzysztof Rybus – perkusja

## Lista utworów
1. Jeszcze dzień (muz. S. Krajewski, sł. K. Dzikowski) 4,02
2. Kiedyś w lato (muz. i sł. R. Klatt) 3,10
3. Właśnie dzisiaj (muz. M. Winnicki, sł. A. Sowińska) 3,37
4. Jedno wiem (muz. M. Winnicki, sł. R. Klatt) 3,20
5. Dziewczyny z miasta (muz. R. Klatt, sł. M. Winnicki) 3,46
6. Najpiękniejsze chwile (muz. M. Winnicki, sł. R. Klatt) 3,37
7. Tyle szczęścia (muz. i sł. K. Lutomska) 3,56
8. Zawsze ze mną (muz. M. Winnicki, sł. R. Klatt) 3,46
9. Masz w sobie coś (muz. i sł. M. Winnicki) 3,51
10. Obejmij mnie (muz. i sł. R. Klatt) 3,40
11. Nie chcę więcej (muz. M. Winnicki, sł. M. Winnicki i A. Sowińska) 3,16
12. To dla Was (muz. M. Winnicki, sł. R. Klatt) 3,32
13. Uczuć czar (muz. M. Winnicki, sł. K. Lutomska) 3,25
14. Chodź ze mną (muz. M. Winnicki, sł. A. Lisiecka i M. Winnicki) 3,16
15. Królowa (muz. M. Winnicki, sł. R. Klatt) 3,50
16. Niespełnione marzenia – Boys & Classic (muz. i sł. R. Klatt) 4,06

## Dodatki
- Na płycie zawarta została prezentacja multimedialna zawierającą biografię, wybrane teledyski i zdjęcia zespołu.

## Informacje dodatkowe
- Aranżacja: Robert Klatt
- Realizacja nagrań: Tomasz Sidoruk, Witold Waliński, Dariusz Trzewik i Robert Klatt
- Nagrań dokonano w studio w Białymstoku
- Vocale zgrano w studio Play & Mix w Warszawie
- Mastering całości: Marek Zrajkowski, Witold Waliński i Dariusz Trzewik
- Projekt okładki: Krzysztof Walczak